# 김월용

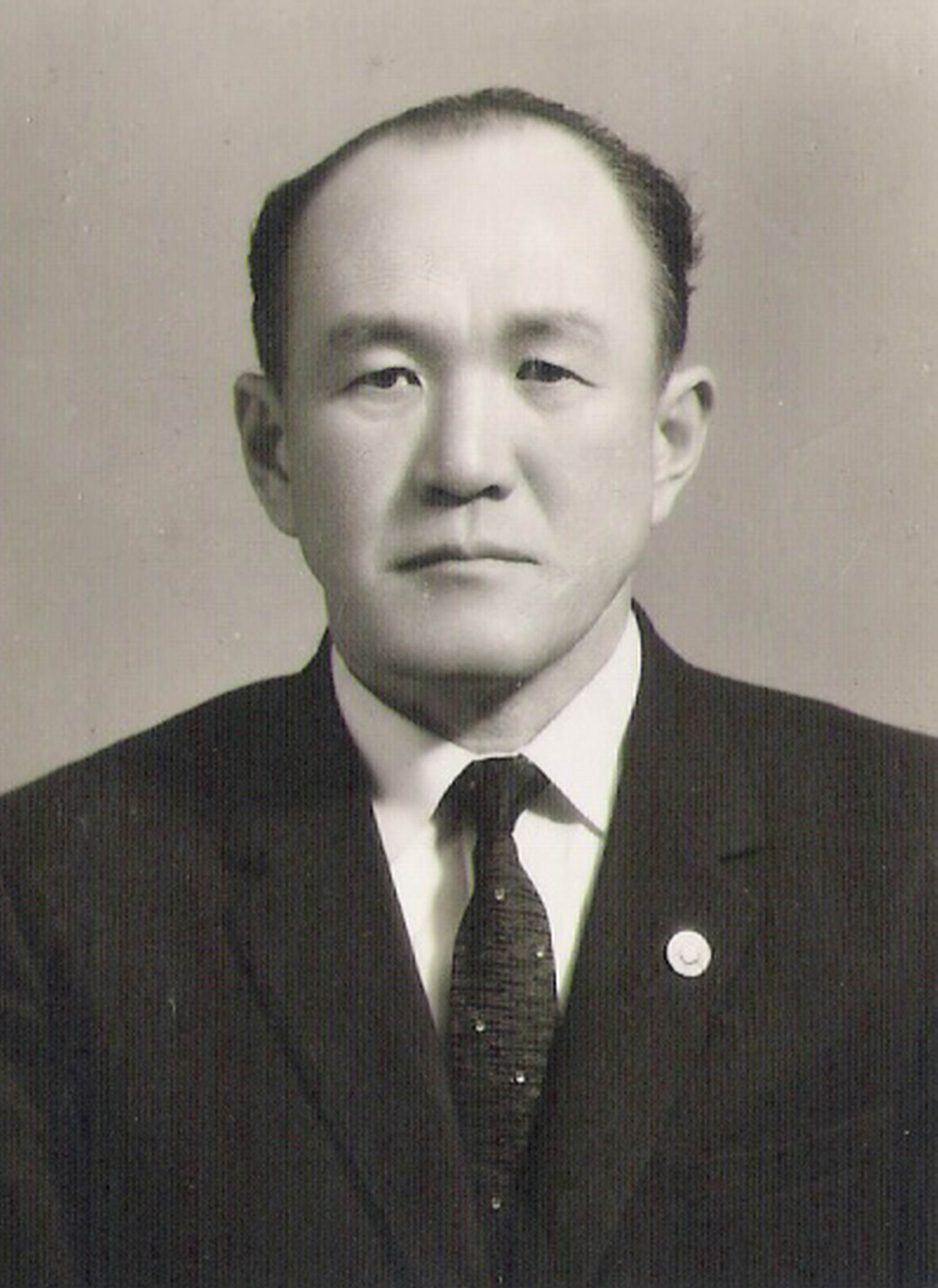
대한민국 전 축구 국제심판 김월용

김월용(金月龍, 1912년 9월 4일~1975년 6월 18일)은 대한민국의 전 축구 국제심판이다.
1931년부터 함흥 축구단 및 평양 축구단에서 선수 생활을 시작하여 1972년까지 대한민국의 축구 국제심판으로 활약하였다.

## 생애
1912년 9월 4일 평안북도 정주에서 출생하여 1931년 독립 운동가 이승훈 선생이 설립한 오산고등보통학교를 졸업하였다.
1931년 5월 당시 이북 지역에서 평양 축구단과 최고의 실력을 자랑하던 함흥 축구단에 입단하여 축구선수 생활을 시작하였고 1933년 6월 평양 축구단에서도 선수 생활하였다.
다방면으로 운동에 소질이 있었던 김월용은 1931년 평남 안주시와 조선일보가 주최한 육상경기에서 입상하였다.
1937년 5월 평양에서 개최된 전조선 축구대회에서 동서 실업단 소속으로 결승전 골로 우승에 기여하였고, 이듬해인 1938년 5월 평양 동광 축구단 소속으로 맹활약하여 우승을 이끌었다.
당시 축구도시 평양의 축구 재건을 위해 신진 후예를 총 망라한 서경 축구단의 창단 멤버로 활약하였다.
1938년 10월 조선 신궁 체육대회인 3지방대항축구전(서울·평양·함흥)에서 선수로 활약하며 함흥 축구단 우승에 기여하였다.

이후 한국전쟁 시 남하하여 1953년부터 1972년까지 각종 국내외 축구경기의 심판으로 활동하였다.
이중 대표적인 경기로는 1955년 7~8월 멜버른 올림픽 축구 국가대표 선발전 주심, 같은 해 한·중 친선 축구대회의 심판을 담당하였다.
1956년 4월 한국과 필리핀 친선 축구대회 주심과 연고전(고연전)의 축구경기 주심을 맡았고 다음해인 1957년 2월 대한축구협회의 심판 전문위원으로 역임되었다.
1959년 7월 대한축구협회에서 국제 축구 연맹(FIFA)에게 통보한 대한민국 축구 국제심판 7인(김규환, 송희도, 김덕준, 홍덕영, 이영창, 김월용, 차순옥)에 속하였다.
1960년 10월 부활된 경평대항 축구전에서 평양 대표선수로 활약하였다.
1961년 4월 브라질 프로 축구팀 마드레이라와 한국 대표인 서울팀과의 내한 친선 경기 선심을 담당하였다.

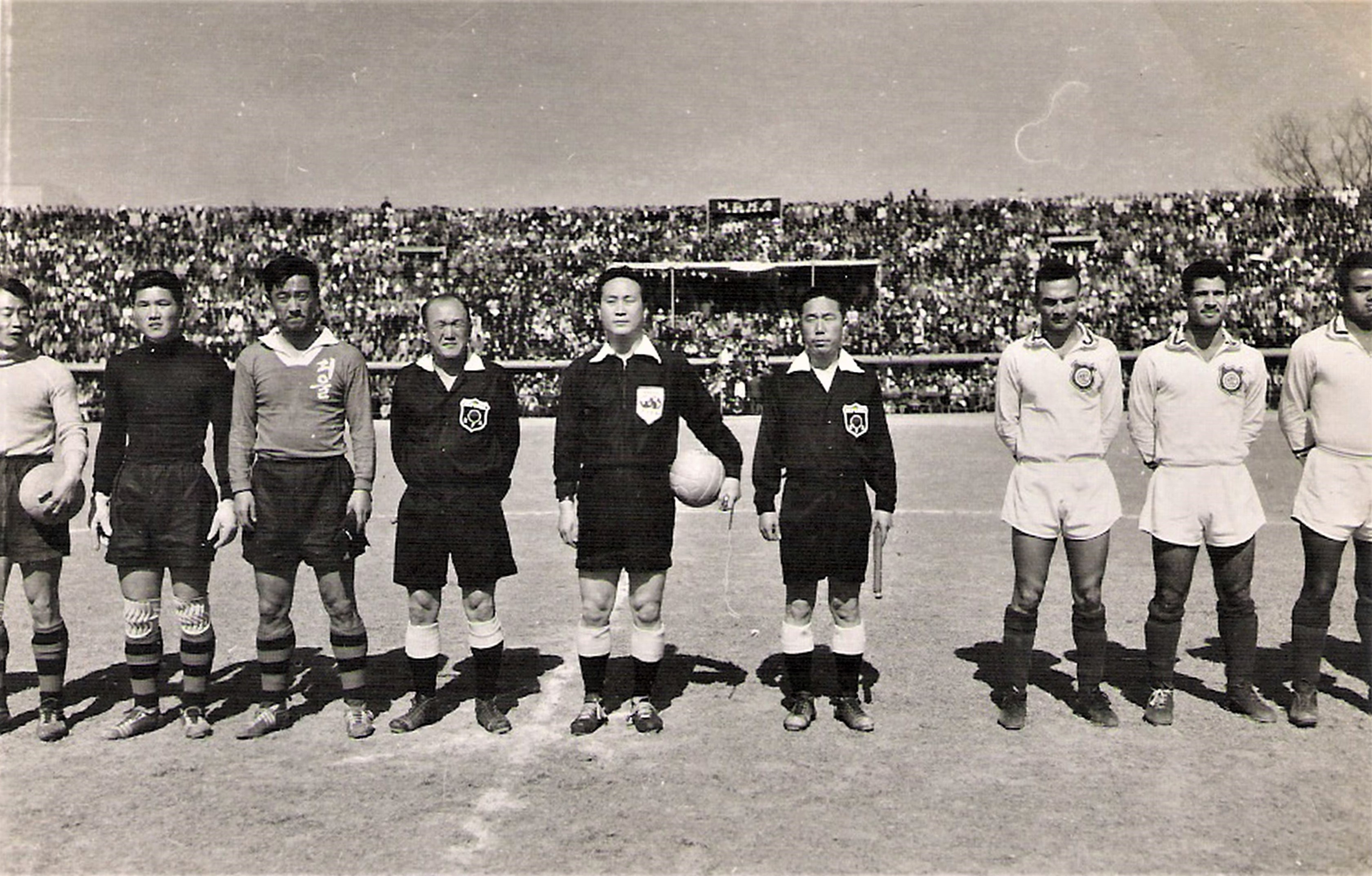
1961년 브라질 프로 축구팀 마드레이라와 친선 경기의 선심 김월용

1961년 5월 제1회 한일 대학 축구대회인 고려대와 와세다 대학경기의 주심을 담당하였다.
다음해인 1962년 7월 한일 대학 축구대회의 심판을 담당하였고, 1962년 10월 당시 고교 축구 최강자인 중동고와 태국 고교선발과의 시합에서 주심을 담당하였다.
1963년 4월 말레이시아에서 개최되어 당시 버마와 공동 우승한 제5회 아시아 청소년 축구 선수권 대회의 한국 대표 국제심판으로 참가하였다.
1964년 8월 다시 재개된 3지방대항축구전(서울·평양·함흥)에서 함흥 대표선수로 활약하였다.

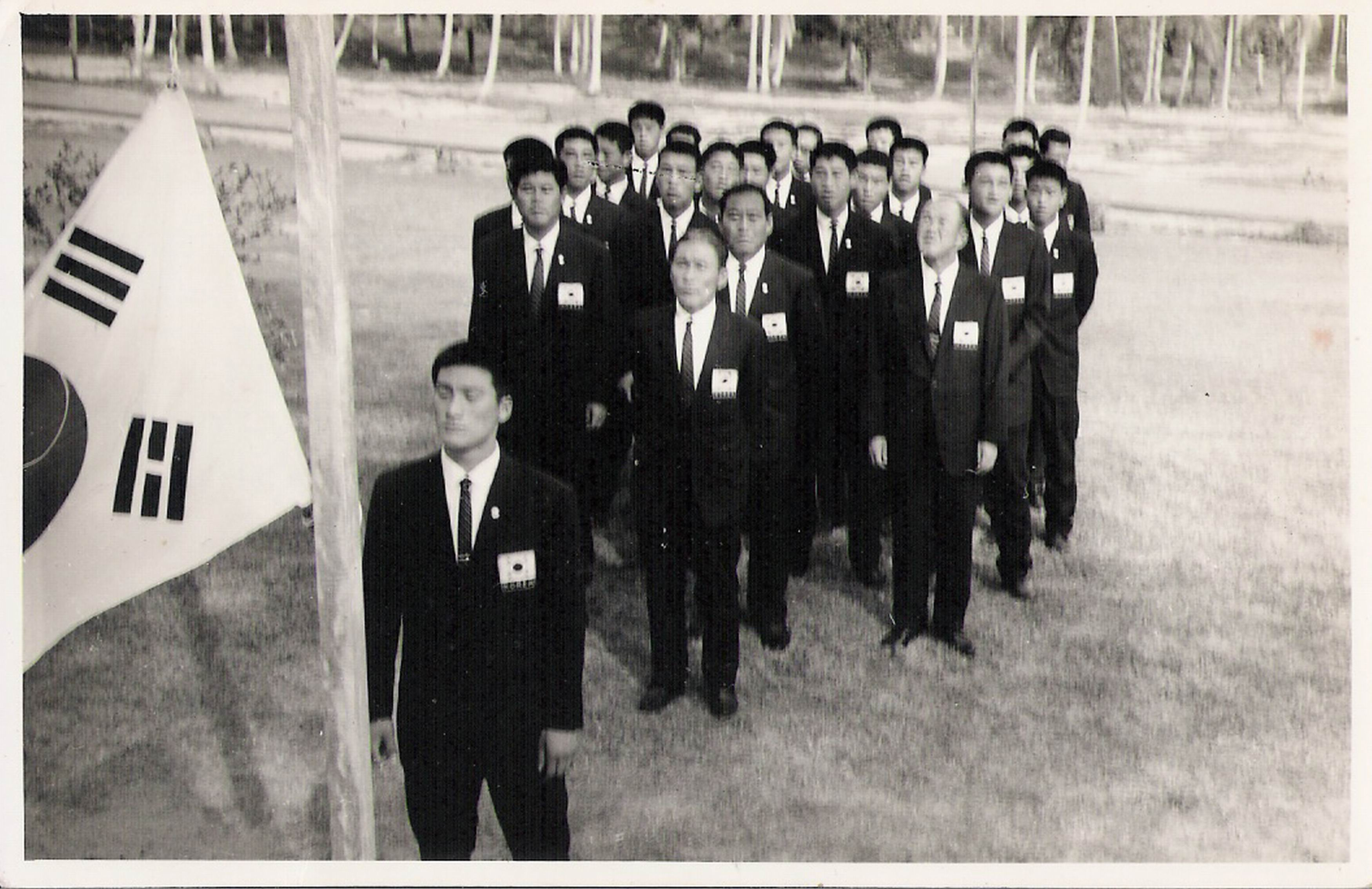
1963년 제5회 아시아 청소년 축구대회 개막식

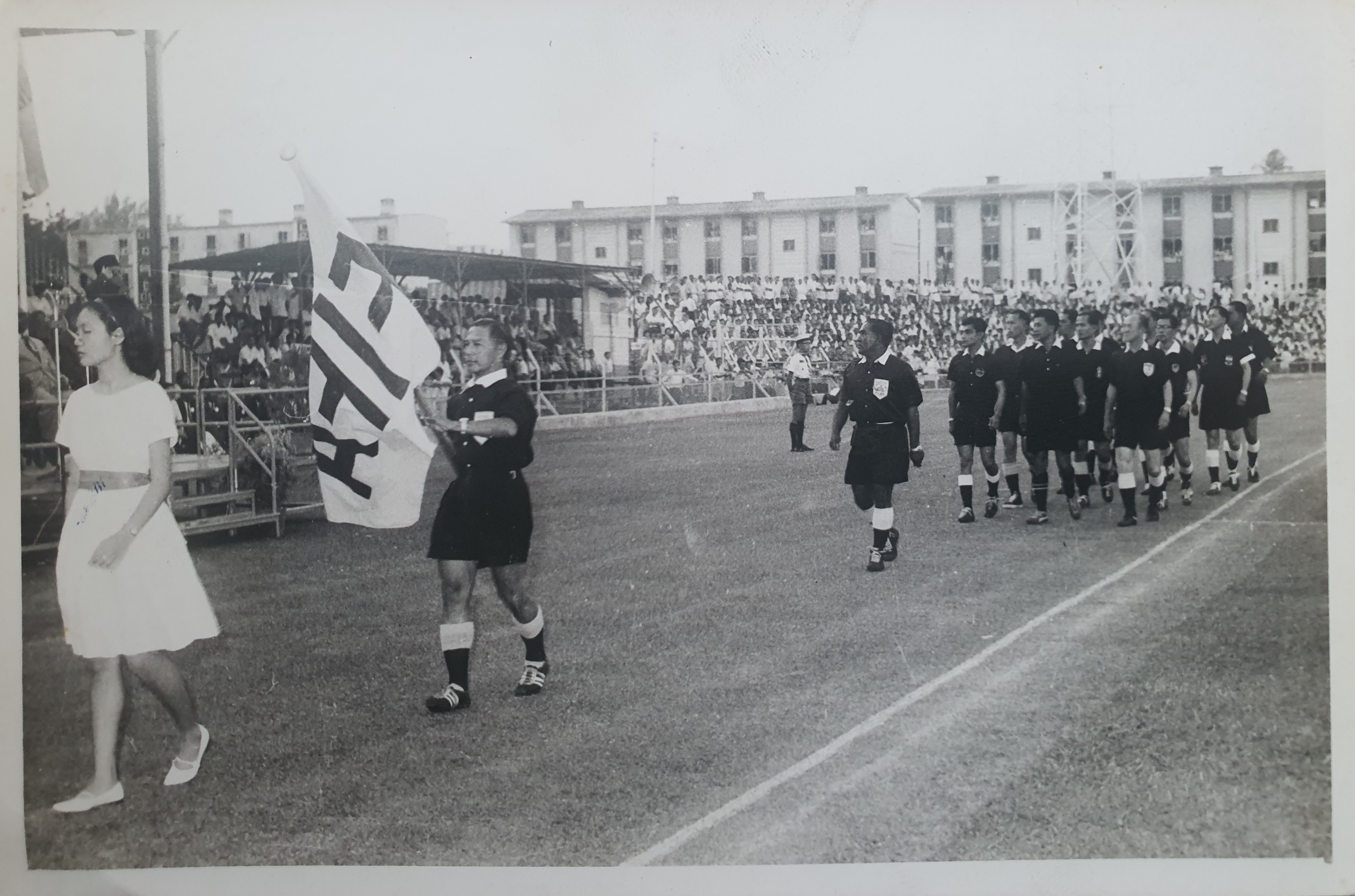
1963년 제5회 아시아 청소년 축구대회의 국제 심판진 입장 장면

1969년 7월 국제 축구 연맹(FIFA) 주관의 제1급 국제심판 교육을 수료하였다.

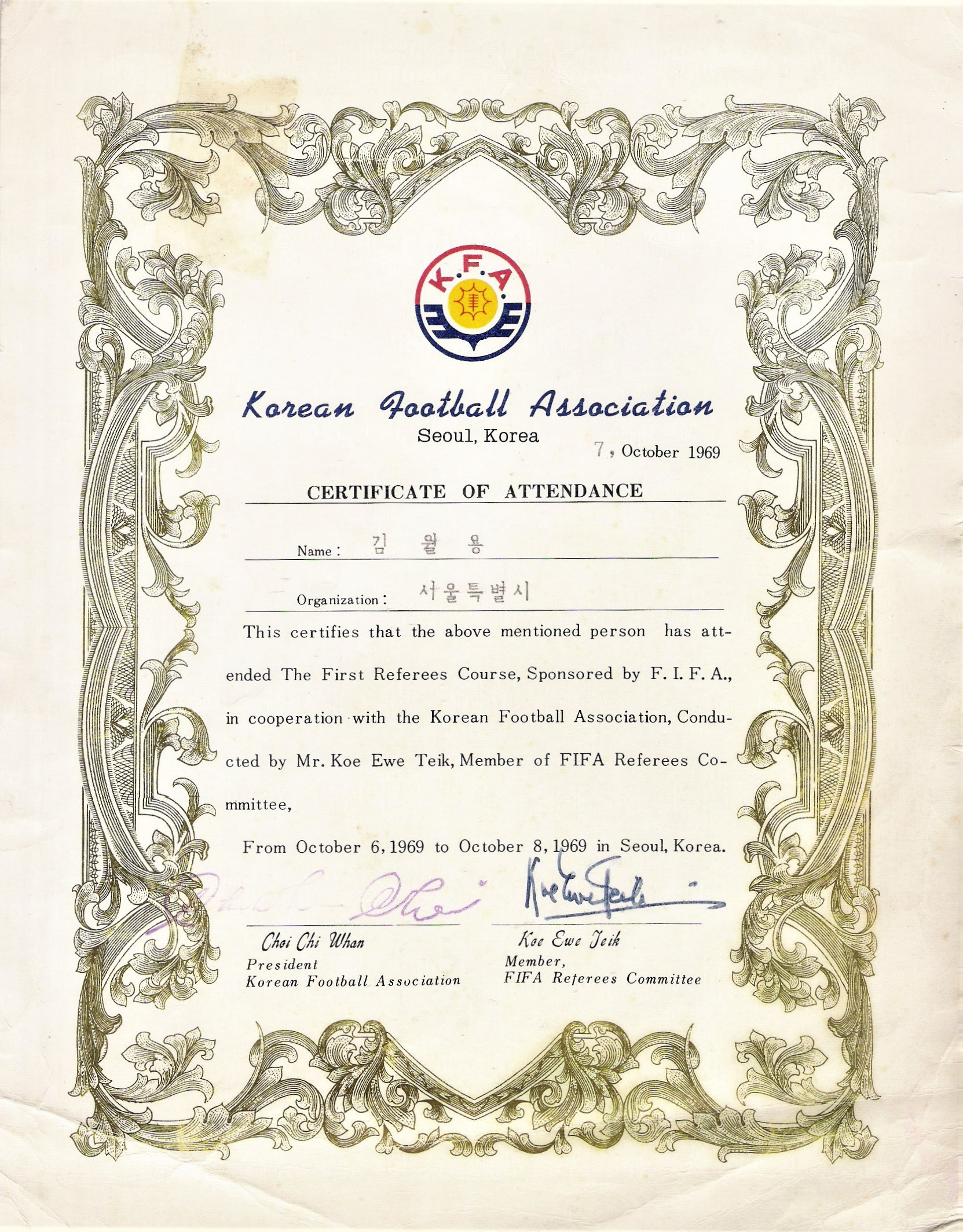
국제 축구 연맹(FIFA) 주관의 제1급 국제 심판 교육을 수료하였다.

이후 1972년 서울 효창운동장에서 진행된 연예인 축구대회 행사 참석 중 고혈압으로 쓰러져 투병 생활하다 1975년 서울에서 별세하였다.

오산고보 동창인 화가 이중섭과는 이북에서부터 깊은 우정 관계를 유지하며, 한국전쟁 이후 남한에서도 고교동창들과 함께 이중섭 화백의 개인 전시회가 열릴 수 있도록 협력하였다. 

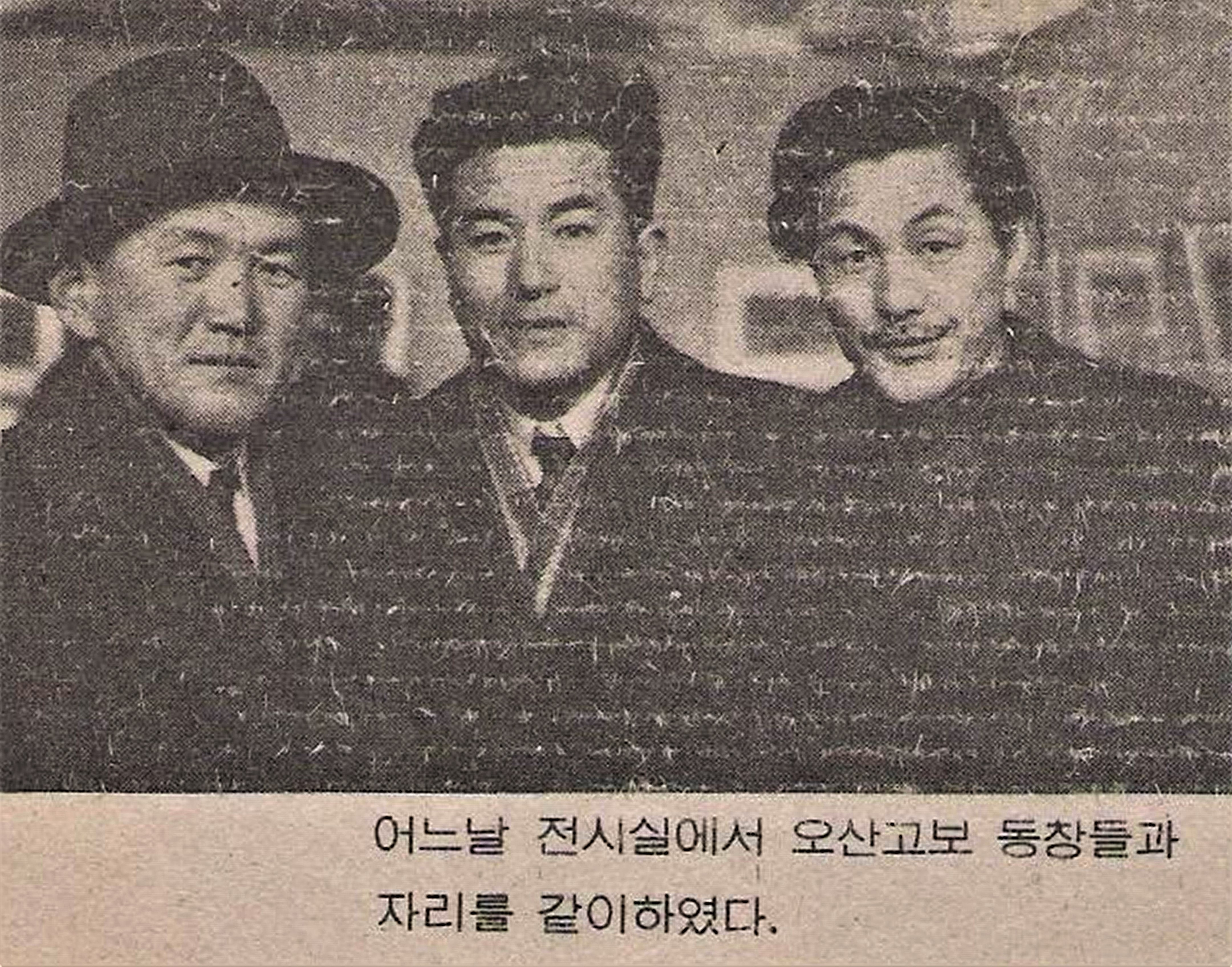
1955년 1월, 미도파화랑 개인전 당시 김월용과 오산고보 동창 이중섭